# Књига пророка Агеја
Књига пророка Агеја или књига Хагаја је једна од књига Танаха, односно Старог завета.
Пророк Агеј је живео у време повратака јевреја из вавилонског ропства које је предводио Зоровавељ. Са пророкм Захаријем се залагао за обнову Храма. Агејева пророчанства потичу из времена које је непосредно претходило почетку обнове Храма 520. п. н. е.